# Conicalcita
La conicalcita es un mineral arseniato, de la clase de los minerales fosfatos. Fue descubierta por August Brithaupt en la Academia de Freiberg, en Alemania, al revisar los ejemplares de supuestas malaquitas existentes en su colección. Una de ellas tenía características peculiares, y una vez analizada resultó ser un arseniato en lugar de un carbonato. El ejemplar procedía de la localidad española de Hinojosa del Duque (Córdoba), y Breithaupt propuso para ella el nombre de  Konichalcit, que deriva del griego konia (cal) y khalkos (cobre), en alusión a su composición. El yacimiento es la mina “Don Bonete”, una pequeña mina abandonada hace muchos años, situada en el paraje de “Valdedamas”, a 2,5 km al W de Hinojosa del Duque.

## Características químicas
Pertenece al grupo de la adelita-descloicita, que agrupa a todos los arsenatos y vanadatos ortorrómbicos. Es el análogo con arsénico de la hermannroseíta (CaCuPO4(OH)).
Forma el extremo de varias series de solución sólida, cuyos otros extremos son:
- Serie con la austinita -CaZnAsO4(OH)-.
- Serie con la cobaltaustinite -CaCoAsO4(OH)-.
- Serie con la duftita -PbCuAsO4(OH)-.
- Serie con la tangeíta -CaCuVO4(OH)-.

Además de los elementos de su fórmula, suele llevar como impurezas que le dan tonalidades: magnesio, fósforo, vanadio y cinc.

## Formación y yacimientos
Es un mineral secundario bastante común, que suele encontrarse en las zonas de oxidación de los yacimientos de minerales de cobre ricos en arsénico.
Minerales a los que normalmente está asociado:  olivenita, malaquita, limonita, libethenita, jarosita, clinoclasa, brochantita, azurita o austinita.

## Usos
Es una mena del cobre, pero de poca importancia.